# Серра-Сан-Бруно
Серра-Сан-Бруно (итал. Serra San Bruno) — коммуна в Италии, располагается в регионе Калабрия, подчиняется административному центру Вибо-Валентия.
Население составляет 7068 человек, плотность населения составляет 182 чел./км². Занимает площадь 39 км². Почтовый индекс — 89822. Телефонный код — 0963.
Покровителем населённого пункта считается  священномученик Власий Севастийский. Праздник ежегодно празднуется 3 февраля.